# Cimera del G-20 de Hangzhou
La Cimera del G-20 de Hangzhou va ser l'onzena cimera de caps d'estat i de govern dels països del G-20. Les reunions dels mandataris es van celebrar del 4 al 5 de setembre de 2016 a Hangzhou, a la Xina.
Durant el transcurs de la cimera els líders es van declarar a favor dels següents objectius:
- Lluita contra el frau fiscal (es va demanar a l'Organització de Cooperació i Desenvolupament Econòmic creació d'una llista dels paradisos fiscals).
- Augment del comerç internacional i les inversions.
- Lluita contra el proteccionisme.
- Innovacions per accelerar el creixement econòmic.
- Lluita contra els atacs populistes davant la globalització.
- Suport als refugiats.